# من بازیکن، تو بی‌تجربه
من بازیکن، تو بی‌تجربه (به هندی: Main Khiladi Tu Anari)فیلمی محصول سال ۱۹۹۴ و به کارگردانی سمر مالکان است. در این فیلم بازیگرانی همچون آکشی کومار، سیف علی خان، شیلپا شتی، راگشواری، قادرخان، شاکتی کاپور، جانی لور، موکش خانا، بینا بانرجی ایفای نقش کرده‌اند. این فیلم دومین قسمت از سری فیلم‌های بازیکن است.